# Abbindezeit
Die Abbindezeit ist ein Begriff aus der Klebstofftechnik und ist die Zeitspanne, die ein Klebstoff zum Erreichen einer für eine bestimmungsgemäße Beanspruchung erforderliche Festigkeit benötigt, beziehungsweise die Zeit, die der Klebstoff benötigt, um von einem flüssigen in einen festen Zustand überzugehen. Falls im Klebeprozess Pressdruck aufgebaut wird, dann endet die Abbindezeit mit dem Aufheben des Pressdrucks. Bei manchen Klebstoffen ist bis zur Weiterverarbeitung noch eine Nachbindezeit nötig, bis die Endfestigkeit erreicht ist. Nach der Abbindezeit hat der Klebstoff seine innere Festigkeit erreicht, die Kohäsion.
Bei Reaktionsharzleimen spricht man auch von Aushärtezeit.
Einige Abbindezeiten von Leimen (Abhängig von Raumklima und Beschaffenheit der Fügeteile):
- PVAC-Leim (auch Weißleim, Holzleim): bis zu 1 Stunde[2]
- Melaminharzleim: bei 20 °C bis 1 Stunde, bei 140 °C wenige Sekunden
- Phenolharzleim: kalthärtend bis 4 Stunden, heißhärtend bei 90–140 °C ca. 5 bis 10 Minuten

Auch die Zeit zum Erstarren von Baustoffen wie beispielsweise Beton, Putz oder Fliesenkleber wird als Abbindezeit bezeichnet. In dieser Zeit wird der angerührte Baustoff fest und klebt oder härtet zu einem Bauelement aus.